# Puliciphora qianana
Puliciphora qianana är en tvåvingeart som beskrevs av Yang och Wang 1993. Puliciphora qianana ingår i släktet Puliciphora och familjen puckelflugor.
Artens utbredningsområde är Guizhou (Kina). Inga underarter finns listade i Catalogue of Life.